# Neotoma albigula varia
Neotoma albigula varia är en omstridd underart till Neotoma albigula som ingår i släktet egentliga skogsråttor och familjen hamsterartade gnagare. Taxonet beskrevs först av William Henry Burt 1932.
Populationen lever på Datil Island (även känd som Turner Island) i Californiaviken. Ön tillhör delstaten Sonora i Mexiko. En studie från 2010 hittade skillnader i tändernas konstruktion jämförd med andra populationer av Neotoma albigula. Däremot fanns inga tydliga genetiska skillnader. IUCN samt Wilson & Reeder (2005) listar populationen som synonym till Neotoma albigula.